# Vožega
Vožega (in russo Вожега?) è un insediamento di tipo urbano, capoluogo del Vožegodskij rajon dell'Oblast' di Vologda, nella Russia europea.